# Episodi di Lights Out (seconda stagione)
La seconda stagione della serie televisiva Lights Out è andata in onda negli Stati Uniti dal 19 luglio 1949 al 31 luglio 1950 sulla NBC.
| nº | Titolo originale                            | Prima TV USA      |
| -- | ------------------------------------------- | ----------------- |
| 1  | Edna Warren                                 | 19 luglio 1949    |
| 2  | Promise                                     | 26 luglio 1949    |
| 3  | Long Distance                               | 2 agosto 1949     |
| 4  | The Crater                                  | 9 agosto 1949     |
| 5  | Souvenirs of His Dead Wife                  | 16 agosto 1949    |
| 6  | The Housekeeper                             | 23 agosto 1949    |
| 7  | Dressing Gown                               | 30 agosto 1949    |
| 8  | The Whisper                                 | 23 settembre 1949 |
| 9  | Conquerer's Isle                            | 7 novembre 1949   |
| 10 | Pengallen's Bell                            | 14 novembre 1949  |
| 11 | The Fall of the House of Usher              | 21 novembre 1949  |
| 12 | I Dreamt I Died                             | 28 novembre 1949  |
| 13 | Something in the Wind                       | 5 dicembre 1949   |
| 14 | Justice Lies Waiting                        | 12 dicembre 1949  |
| 15 | The Elevator                                | 19 dicembre 1949  |
| 16 | The Man Who Couldn't Lose                   | 26 dicembre 1949  |
| 17 | The Riverman                                | 2 gennaio 1950    |
| 18 | Judgment Reversed                           | 9 gennaio 1950    |
| 19 | The Green Dress                             | 16 gennaio 1950   |
| 20 | The Devil to Pay                            | 23 gennaio 1950   |
| 21 | Reservations for Four                       | 30 gennaio 1950   |
| 22 | Dead Pigeon                                 | 6 febbraio 1950   |
| 23 | The Invisible Staircase                     | 13 febbraio 1950  |
| 24 | Graven Image                                | 20 febbraio 1950  |
| 25 | Portrait of a Dead Man                      | 27 febbraio 1950  |
| 26 | The Strange Case of John Kingman            | 6 marzo 1950      |
| 27 | The Emerald Lavalier                        | 13 marzo 1950     |
| 28 | The Scarab                                  | 20 marzo 1950     |
| 29 | Mary, Mary Quite Contrary                   | 27 marzo 1950     |
| 30 | The Queen Is Dead                           | 3 aprile 1950     |
| 31 | The Faithful Heart                          | 10 aprile 1950    |
| 32 | A Toast to Sergeant Farnsworth              | 17 aprile 1950    |
| 33 | The Man Who Couldn't Remember               | 24 aprile 1950    |
| 34 | The Gloves of Gino                          | 1º maggio 1950    |
| 35 | The Silent Voice                            | 8 maggio 1950     |
| 36 | The House That Time Forgot                  | 15 maggio 1950    |
| 37 | Rendezvous                                  | 22 maggio 1950    |
| 38 | How Love Came to Professor Guilda           | 29 maggio 1950    |
| 39 | The Heart of Jonathan O'Rourke              | 5 giugno 1950     |
| 40 | The Determined Lady                         | 12 giugno 1950    |
| 41 | A Child Is Crying                           | 19 giugno 1950    |
| 42 | An Encore                                   | 26 giugno 1950    |
| 43 | The Whisper (Restaged)                      | 3 luglio 1950     |
| 44 | I Dreamt I Died (Restaged)                  | 10 luglio 1950    |
| 45 | The Devil to Pay (Restaged)                 | 17 luglio 1950    |
| 46 | The Strange Case of John Kingman (Restaged) | 31 luglio 1950    |

## Edna Warren
- Diretto da:
- Scritto da:

### Trama
- Interpreti: Anita Anton, Phil Arthur, Gladys Clark, Jack La Rue (narratore), Frances Reid

## Promise
- Diretto da:
- Scritto da:

### Trama
- Interpreti: Jack La Rue (narratore), Mary Patton, William Post Jr., Eva Marie Saint

## Long Distance
- Diretto da:
- Scritto da:

### Trama
- Interpreti: Sid Cassel, Frank Gallop (se stesso  - presentatore), Jack La Rue (narratore), Jan Miner (Mrs. Leon Jackson), John Seymour, Hazel Sherman, Cal Thomas

## The Crater
- Diretto da:
- Scritto da:

### Trama
- Interpreti: Jack La Rue (narratore)

## Souvenirs of His Dead Wife
- Diretto da:
- Scritto da:

### Trama
- Interpreti: Jack La Rue (narratore)

## The Housekeeper
- Diretto da:
- Scritto da:

### Trama
- Interpreti: Jack La Rue (narratore)

## Dressing Gown
- Diretto da:
- Scritto da:

### Trama
- Interpreti: Jack La Rue (narratore)

## The Whisper
- Diretto da:
- Scritto da:

### Trama
- Interpreti: Jack La Rue (narratore), Paul Winchell

## Conquerer's Isle
- Diretto da:
- Scritto da:

### Trama
- Interpreti: Richard Derr, Vinton Hayworth, Jack La Rue (narratore), Mercer McLeod

## Pengallen's Bell
- Diretto da:
- Scritto da:

### Trama
- Interpreti: Allan Frank, Grant Gordon, Jack La Rue (narratore), Al Patterson, Neva Patterson, Zolya Talma

## The Fall of the House of Usher
- Diretto da:
- Scritto da:

### Trama
- Interpreti: Stephen Courtleigh, Helmut Dantine, Jack La Rue (narratore), Oswald Marshall

## I Dreamt I Died
- Diretto da:
- Scritto da:

### Trama
- Interpreti: Jack La Rue (narratore), Ross Martin, Karen Stevens, Philip Truex

## Something in the Wind
- Diretto da:
- Scritto da:

### Trama
- Interpreti: Doug Chandler, John Graham, Jack La Rue (narratore)

## Justice Lies Waiting
- Diretto da:
- Scritto da:

### Trama
- Interpreti: John Boruff, Lawrence Fletcher, Jack La Rue (narratore), Mercer McLeod

## The Elevator
- Diretto da:
- Scritto da:

### Trama
- Interpreti: Royal Dano, Helen Dumas, Jack Hartley, Jack La Rue (narratore), James J. Van Dyk

## The Man Who Couldn't Lose
- Diretto da:
- Scritto da:

### Trama
- Interpreti: Dean Harens, Jack La Rue (narratore), Alfreda Wallace

## The Riverman
- Diretto da:
- Scritto da:

### Trama
- Interpreti: Henry Brandon, Jack La Rue (narratore), Athena Lorde, Elizabeth Moore

## Judgment Reversed
- Diretto da:
- Scritto da:

### Trama
- Interpreti: King Calder, Nancy Coleman, Humphrey Davis, John Farrell, Jack La Rue (narratore), Bernard Nedell, James Rafferty, Ralph Riggs

## The Green Dress
- Diretto da:
- Scritto da:

### Trama
- Interpreti: Mercedes Gilbert, Jack La Rue (narratore), Candy Montgomery, Robert Pastene, Lynn Salisbury

## The Devil to Pay
- Diretto da:
- Scritto da:

### Trama
- Interpreti: Jack La Rue (narratore), Arnold Moss, Alfreda Wallace

## Reservations for Four
- Diretto da:
- Scritto da:

### Trama
- Interpreti: Dean Harens, Jack La Rue (narratore), Mercer McLeod

## Dead Pigeon
- Diretto da:
- Scritto da:

### Trama
- Interpreti: Joel Ashley, John Boruff, Philip Coolidge, Florida Friebus, Jack La Rue (narratore)

## The Invisible Staircase
- Diretto da:
- Scritto da:

### Trama
- Interpreti: Clarence Derwent, Jack La Rue (narratore)

## Graven Image
- Diretto da:
- Scritto da:

### Trama
- Interpreti: John Glendinning, Dean Harens, Jack La Rue (narratore)

## Portrait of a Dead Man
- Diretto da:
- Scritto da:

### Trama
- Interpreti: Horace Braham, Richard Fraser, Jack La Rue (narratore)

## The Strange Case of John Kingman
- Diretto da:
- Scritto da:

### Trama
- Interpreti: Jack La Rue (narratore), John Newland, Richard Purdy

## The Emerald Lavalier
- Diretto da:
- Scritto da:

### Trama
- Interpreti: Madeline Clive, Edwin Cooper, Jack La Rue (narratore), Felicia Montealegre, Theodore Newton, Nick Saunders

## The Scarab
- Diretto da:
- Scritto da:

### Trama
- Interpreti: Richard Derr, Vinton Hayworth, Jack La Rue (narratore), Kathleen Phelan, Melba Rae

## Mary, Mary Quite Contrary
- Diretto da:
- Scritto da:

### Trama
- Interpreti: George Englund, Gaye Jordan, Jack La Rue (narratore), John McQuade, Carol Ohmart

## The Queen Is Dead
- Diretto da:
- Scritto da:

### Trama
- Interpreti: Jack La Rue (narratore), Mildred Natwick, Una O'Connor

## The Faithful Heart
- Diretto da:
- Scritto da:

### Trama
- Interpreti: Anne Francis, Dorothy Francis, John Hamilton, Jack La Rue (narratore), James O'Neal, Riza Royce, Liam Sullivan

## A Toast to Sergeant Farnsworth
- Diretto da:
- Scritto da:

### Trama
- Interpreti: Jack La Rue (narratore), Ross Martin, Dan Morgan

## The Man Who Couldn't Remember
- Diretto da:
- Scritto da:

### Trama
- Interpreti: Roger De Koven, Frank Gallop (narratore), Jack Palance

## The Gloves of Gino
- Diretto da:
- Scritto da:

### Trama
- Interpreti: Sara Anderson, Leslie Barrett, Betty Barry, Frank Gallop (narratore), Ross Martin, Bernard Nedell

## The Silent Voice
- Diretto da:
- Scritto da:

### Trama
- Interpreti:

## The House That Time Forgot
- Diretto da:
- Scritto da:

### Trama
- Interpreti: Frank Gallop (narratore), Dulcy Jordan, Anna Karen, Jack Manning, Jeff Morrow, Byron Russell, Graham Velsey

## Rendezvous
- Diretto da:
- Scritto da:

### Trama
- Interpreti: Inge Adams, Nick Dennis, Frank Gallop (narratore), Winifield Hoeny, Michael Kane, Richard McMurray

## How Love Came to Professor Guilda
- Diretto da:
- Scritto da:

### Trama
- Interpreti: Frank Daly, Frank Gallop (narratore), Arnold Moss, Brandon Peters

## The Heart of Jonathan O'Rourke
- Diretto da:
- Scritto da:

### Trama
- Interpreti: Peter Capell, Frank Gallop (narratore), James O'Neill, Alfreda Wallace, William Windom

## The Determined Lady
- Diretto da:
- Scritto da:

### Trama
- Interpreti: Fred Baron, Gene Blakely, Robert Eckles, Donald Foster, Ethel Griffies, Lee Nugent, Ernest Rowan

## A Child Is Crying
- Diretto da:
- Scritto da:

### Trama
- Interpreti: David Cole, Leslie Nielsen, Frank M. Thomas

## An Encore
- Diretto da:
- Scritto da:

### Trama
- Interpreti: Don Hanmer

## The Whisper (Restaged)
- Diretto da:
- Scritto da:

### Trama
- Interpreti:

## I Dreamt I Died (Restaged)
- Diretto da:
- Scritto da:

### Trama
- Interpreti:

## The Devil to Pay (Restaged)
- Diretto da:
- Scritto da:

### Trama
- Interpreti: Jonathan Harris, Grace Kelly, Theodore Marcuse

## The Strange Case of John Kingman (Restaged)
- Diretto da:
- Scritto da:

### Trama
- Interpreti: John Baragrey, Oliver Cliff, Philip Coolidge